# Демократическое действие (Филиппины)
Демократическое действие (Aksyon Demokratiko) — левоцентристская прогрессивистская политическая партия Филиппин, основанная в 1997 году Раулем Роко.

## История
Партия Демократическое действие образовалась после раскола партии Борьба за демократические Филиппины в 1997 году. Она участвовала в местных выборах в 1998, 2001, 2004, 2007 и 2016 годах и имела умеренный успех. В 2010 году партия вошла в коалицию с Либеральной партией, которая выдвинула кандидатом на президентских выборах Бенигно Акино III, ставшего в результате президентом страны.
На всеобщих выборах 2016 года партия выдвигала кандидатов на местных и национальных выборах по всей стране, а на президентских выборах поддерживала независимого сенатора Грейс По, которая получила 21,4 % голосов, заняв 3-е место.
На всеобщих выборах 2019 года партия выдвигала на выборах в Сенат профессора права Флорина Хилбея, а также известных политиков на местных выборах.

## Идеология
Основные партийные девизы: Magbago! (Перемен!), Makialam! (Участвуй!), Sulong sa Bagong Pilipinas! (Вперёд к Новым Филиппинам!). Они основаны на главных идеях, изложенных в книге основателя партии Рауля Роко «Расписание надежды» (англ. The Agenda of Hope): честное правительство; никому особых привилегий; мир, продуктивность и благополучие; образование и охрана окружающей среды для устойчивого развития.
Демократическое действие считает, что должны быть местные решения для региональных проблем. Партия организована на основе принципов местной автономии и продвигает идею передачи больше власти народным массам. Также она признаёт важность участия в управлении государством молодёжи и выступает за усиление власти молодёжи.